# Barrio Alfar
Barrio Alfar -también conocido como El Alfar o La playa del Faro- es el primer balneario emplazado sobre las playas situadas al sur del Faro Punta Mogotes, Partido de General Pueyrredón, Provincia de Buenos Aires, República Argentina.

Se halla lindante al Bosque Peralta Ramos y forma parte del cordón de playas al sur de Mar del Plata.